# Claveria (Misamis Oriental)
Claveria ist eine philippinische Stadtgemeinde in der Provinz Misamis Oriental. Sie hat 48.906 Einwohner (Zensus 1. August 2015). Teile des Mount Balatukan Range Natural Parks liegen auf dem Gebiet der Gemeinde.

## Baranggays
Claveria ist politisch in 24 Baranggays unterteilt.
| - Ani-e - Aposkahoy - Bulahan - Cabacungan - Pelaez (Don Gregorio Pelaez) - Gumaod - Hinaplanan - Kalawitan - Lanise - Luna - Madaguing - Malagana | - Minalwang - Mat-I - Panampawan - Pambugas - Patrocinio - Plaridel - Poblacion - Punong - Rizal - Santa Cruz - Tamboboan - Tipolohon |